# Hugo Claus
Hugo Maurice Julien Claus (Bruges, 5 aprile 1929 – Anversa, 19 marzo 2008) è stato uno scrittore, poeta, drammaturgo e regista belga. È considerato uno dei più brillanti romanzieri contemporanei di lingua fiamminga.

## Biografia
Figlio di un tipografo, Claus fuggì dalla dimora paterna per diventare lavoratore stagionale nel nord della Francia. Giunto a Parigi, conobbe Antonin Artaud che divenne per lui un secondo padre. Partecipò attivamente alla rivoluzione delle avanguardie artistiche nel dopoguerra e fece parte del gruppo CO.BR.A. (1948-1951) che riuniva gli artisti nordeuropei influenzati dal surrealismo. Dopo un soggiorno in Italia, dove frequentò gli ambienti della produzione cinematografica, ritornò nelle Fiandre e cominciò una carriera di scrittore, poeta, pittore e autore teatrale.
Alla fine degli anni sessanta, Claus giocò un importante ruolo nel movimento di contestazione che chiedeva una riforma politica, sociale e culturale nella regione delle Fiandre. Al festival sperimentale di Knokke, nel 1967, scandalizzò l'opinione pubblica facendo salire sul palcoscenico tre uomini nudi nel ruolo della Santa Trinità. Il 10 febbraio 1975, da una relazione con l'attrice Sylvia Kristel, ebbe il figlio Arthur, diventato poi attore. Nel 1979 ricevette il premio Constantijn Huygens. Il suo romanzo di maggior successo fu Het verdriet van België (La sofferenza del Belgio), pubblicato nel 1985. Nel 1997, Claus vinse il premio Pasolini, attribuitogli da una giuria internazionale per il complesso della sua carriera. Nel 2000 Claus vinse il premio Nonino.
Dopo che gli venne diagnosticata la malattia di Alzheimer, egli chiese, come consente la legge belga, di essere autorizzato a subire l'eutanasia, che venne praticata al Middelheim-ziekenhuis di Anversa il 19 marzo 2008.

## Carriera letteraria
Considerato uno dei più bravi romanzieri belgi della sua epoca, Hugo Claus si autodefiniva un «Flamigant francofono»: flamingant è il modo un po' dispregiativo di definire i nazionalisti fiamminghi in Belgio. La sua opera si concentrava soprattutto sulla critica del tradizionalismo e del provincialismo della società fiamminga.
Profondamente segnato da un'infanzia trascorsa in un collegio cattolico molto severo, nel romanzo La sofferenza del Belgio, ha saputo evocare il comportamento dei fiamminghi durante la guerra denunciandone l'atteggiamento conformista e approfittatore con un realismo degno di Pieter Bruegel il vecchio o di James Ensor. Nonostante il suo afflato critico, Claus rimane comunque affascinato dalla sua regione di nascita che non ha mai cessato di ricreare nei suoi scritti con sensibilità e intelligenza.
Claus è stato anche un produttivo drammaturgo che ha scritto 31 opere teatrali e ne ha tradotte innumerevoli da altre lingue. Lo scrittore è stato candidato al Premio Nobel per la letteratura per diversi anni, ma ha sempre dichiarato di non avere avuto nessuna speranza di vincerlo.

## Opere pubblicate in Italia
- Immutato ma irriconoscibile. Antologia di poesia fiamminga di acqua e di mare, con Jozef Deleu e Willem Elsschot, La Città e le Stelle, 2021
- Le tracce, Milano, Crocetti, 2007
- Corrono voci, Milano, Feltrinelli, 2006
- La sofferenza del Belgio, Milano, Feltrinelli 2003